# Las voces de la noche
Las voces de la noche és una pel·lícula espanyola dirigida per Salvador García Ruiz ambientada en l'Espanya franquista dels anys 1950. Es va estrenar en Espanya el 27 de febrer de 2004.

## Argument
Espanya, anys cinquanta. En un poble crescut entorn d'una fàbrica viuen Jorge (Tristán Ulloa), el fill petit del fundador, i Elisa (Laia Marull), la filla del comptable. Els dos habiten amb les seves famílies i són capaces de suportar la monotonia de les seves vides perquè passen les tardes dels dimecres i dissabtes en un hotel de la ciutat. Aquesta secreta vida en comú és essencial per als dos. La petita habitació de la ciutat en la qual es produeixen les seves trobades s'ha convertit en l'únic lloc en el qual poden ser ells mateixos. Aquest mínim espai, una mica sinistre, els resulta més acollidor, càlid i pròxim que la primorosa casa d'Elisa, acaronada per la mare, o la gran mansió de Jorge, plena de records familiars. Els dos són conscients de la mena de relació que han creat, i no li exigeixen més. Fins que Elisa decideix trencar les regles.

## Repartiment
- Laia Marull... Elisa
- Tristán Ulloa... Jorge
- Vicky Peña... Mare Elisa
- Juli Mira... Pare
- Paloma Paso Jardiel... Tia Olga
- Ana Wagener... Bárbara
- Ramon Madaula... Germán
- Pepa Zaragoza... Anita
- Pere Arquillué... Pepe
- Emma Vilarasau... Cata
- Guillermo Toledo... Niebla
- Álvaro de Luna... El vell
- Empar Ferrer... Cecilia
- Ana Sáez... Berta
- Malena Alterio... Julia
- Gloria Muñoz... Mare Julia
- Santi Ricart... Mario
- Mateo Soto... Mateo
- Anna Guardiola... Bárbara 12 anys
- Nina Febrer... Bárbara 17 anys
- Iván del Olmo... Germán 10 anys
- Albert Madaula... Germán 15 anys
- Sara Boada... Anita 5 anys
- Anna Villafañe... Anita 10 anys
- Albert Fabri... Pepe 10 anys
- Arnau Callol... Pepe 15 anys
- Pablo Fernández Clemente... Sastre
- Brady... India
- Mónica Bernuy... Pastissera
- Sole Martínez... Bibliotecària
- Sua Dalmau... Minyona
- Patricia Luna... Antonia

## Comentaris
- És la tercera pel·lícula del director Salvador García Ruiz després de Mensaka (1998) i El otro barrio (2000).
- El guió es del propi director. Es basa en la novel·la ambientada a Itàlia de Natalia Ginzburg, La voci della sera, escrita el 1961.
- Es va presentar al Festival de Cinema de Valladolid 2003.
- Va aconseguir una candidatura als premis Goya, la corresponent a millor guió adaptat.[3]
- Està produïda per DeAPlaneta i Escima.
- El rodatge es va iniciar el 14 d'octubre de 2002 i va concloure el dia 5 de desembre de 2002 amb un pressupost de 2.300.000 euros. Va tenir lloc a Girona i Madrid.[4]